# 1–27 Hamilton Terrace

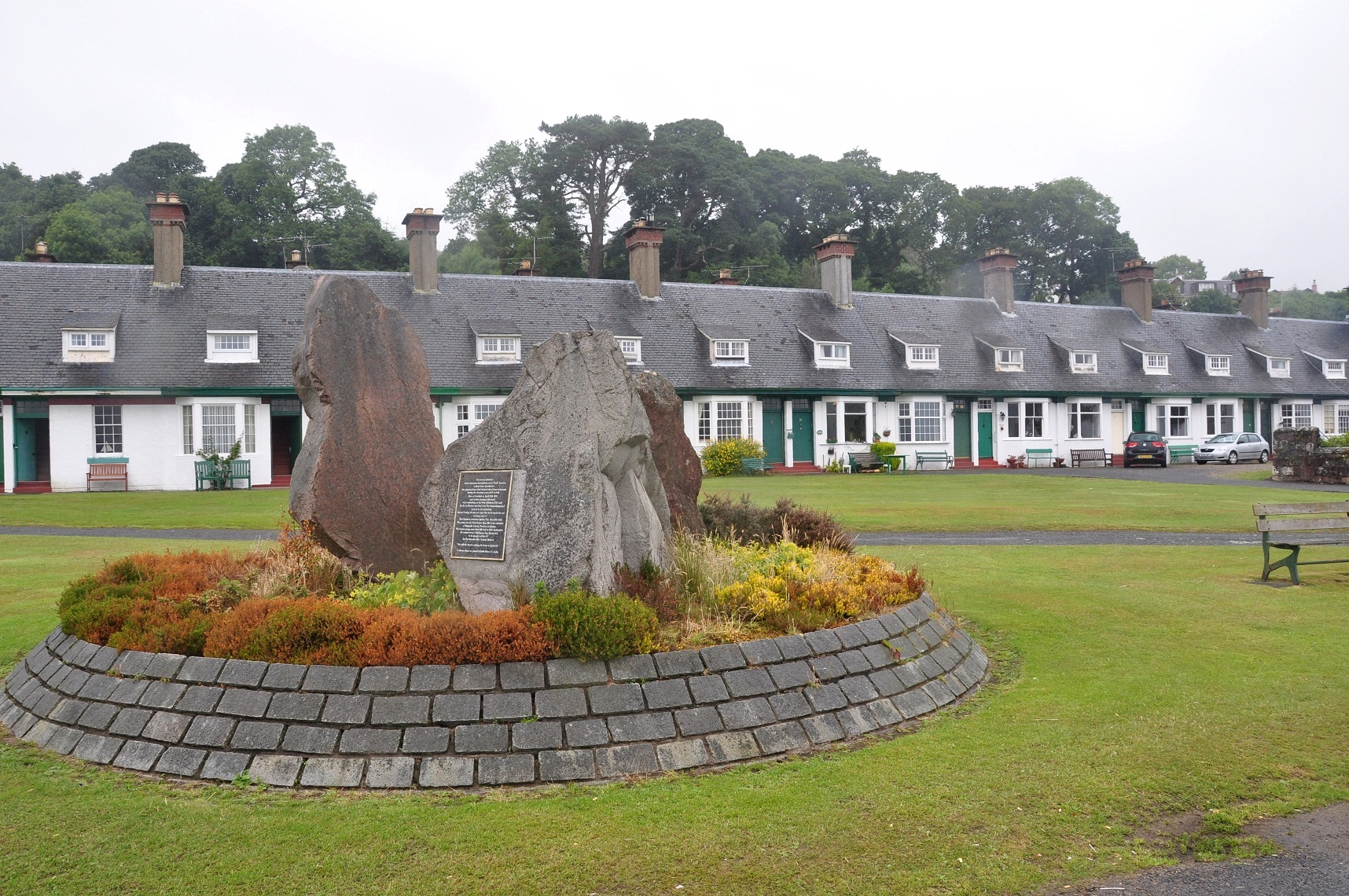
1–27 Hamilton Terrace

Unter der Adresse 1–27 Hamilton Terrace in der schottischen Ortschaft Lamlash auf der Insel Arran befinden sich 27 Wohngebäude. 1992 wurden die Bauwerke als Ensemble in die schottischen Denkmallisten in der höchsten Denkmalkategorie A aufgenommen.

## Beschreibung
Die Gebäudezeile verläuft parallel der Uferstraße (A841) im Zentrum von Lamlash. Sie wurde im späten 19. Jahrhundert nach einem Entwurf des Architekten John James Burnet erbaut. Die 27 einstöckigen Gebäude sind als Doppelhäuser in geschlossener Bauweise angeordnet. Die Eingangstüren sind an der Westseite jeweils paarweise in der Gebäudemitte installiert. Daneben ist jeweils ein Sprossenfenster verbaut und darüber eine Dachgaube mit Zwillingsfenster und Pultdach. Die Gebäude schließen mit steilen, schiefergedeckten Satteldächern ab. Die Fassaden sind mit Harl verputzt. Das vorletzte Gebäude an jedem Ende der Reihe ist mit einer breiten Giebelfront in Westrichtung versehen. Während die restlichen Häuser als Wohngebäude dienen, ist in Nr. 27 ein Postamt untergebracht. Die Fenster entsprechen teilweise nicht mehr dem Originalzustand.